# Tayibe
Eṭ Ṭaiyiba (hebreiska: א טיבה) är en ort i Israel.   Den ligger i distriktet Centrala distriktet, i den norra delen av landet. Eṭ Ṭaiyiba ligger 86 meter över havet och antalet invånare är 32 978.
Terrängen runt Eṭ Ṭaiyiba är platt åt nordväst, men åt sydost är den kuperad. Runt Eṭ Ṭaiyiba är det tätbefolkat, med 591 invånare per kvadratkilometer. Närmaste större samhälle är Netanya, 15,8 km nordväst om Eṭ Ṭaiyiba. Trakten runt Eṭ Ṭaiyiba består till största delen av jordbruksmark.